# Mario Ceroli
Mario Ceroli (Castel Frentano, 17 de mayo de 1938) es un escultor y escenógrafo italiano.

## Biografía

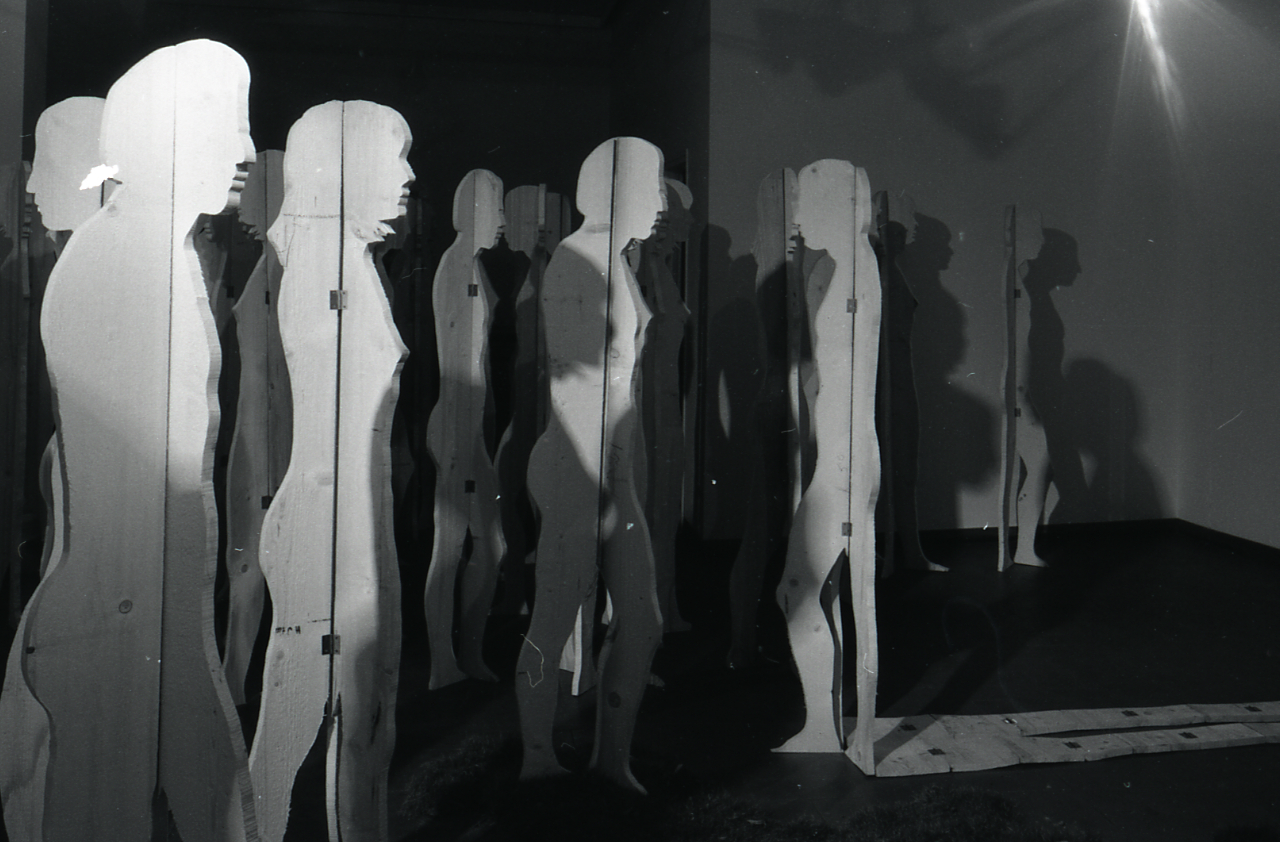
Siluetas en la exposición de Mario Ceroli en la Galería de' Foscherari de Bologna, 1968

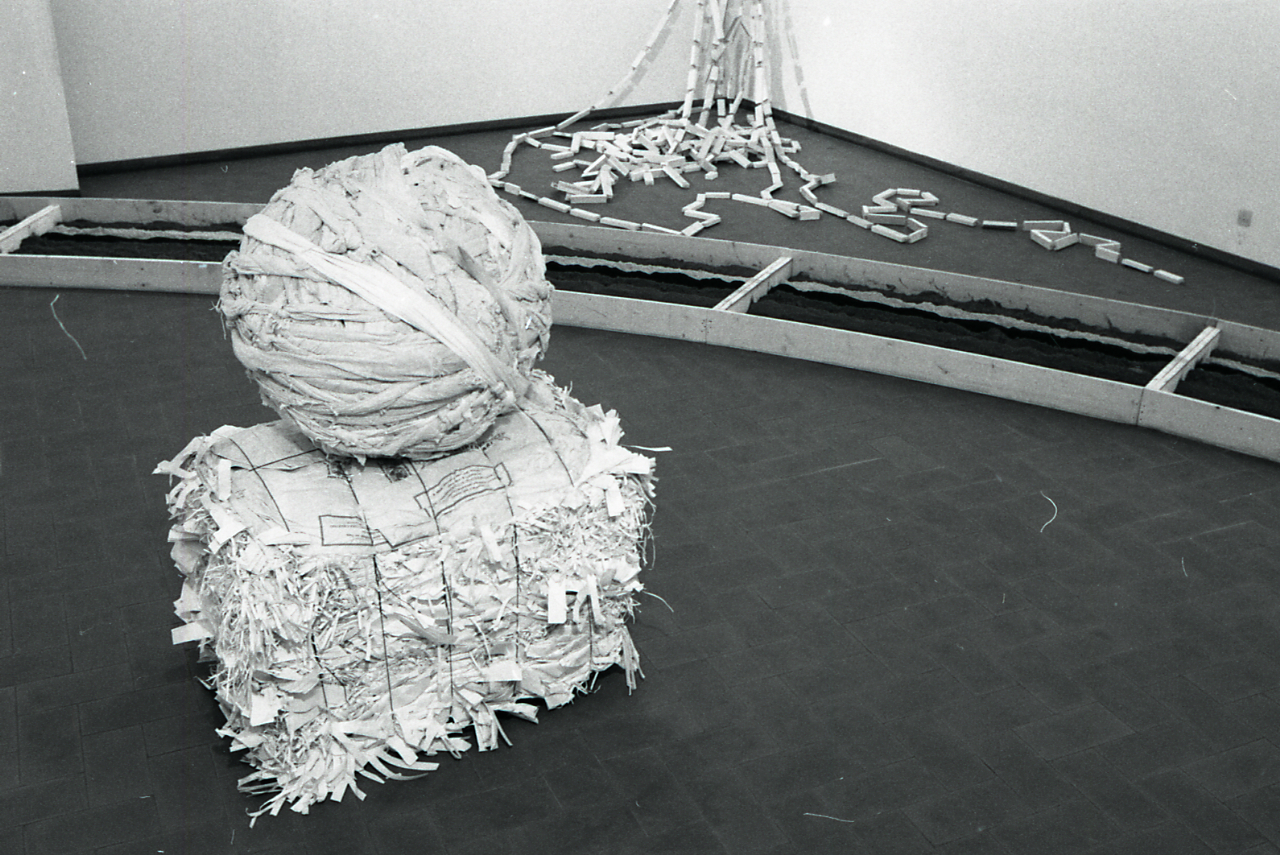
1970

Formado en la Academia de Bellas Artes de Roma bajo la instrucción de Leoncillo Leonardi y Pericle Fazzini, realiza inicialmente escultura en cerámica.
Durante los años sesenta, impresionado por el Pop art a través de las obras de Louise Nevelson y Joe Tilson, dio con los materiales y formas que caracterizaría su obra posterior: siluetas de objetos realizados en madera, sin color, a menudo repetidos en serie (La Última Cena, 1965, Galería Nacional de Arte Moderno de Roma; Hombre de Leonardo, 1964; China, 1966), relacionados con un espacio que se convierte en tema esencial (Caja Sixtina, 1966), o realizado en témpera y tinta (La puerta, el cenáculo, 1981; Día, Noche, 1982).
Entre 1967 y 1968 participa en exposiciones arte povera.
Realiza en Bolonia en 1988 la llamada "Casa del Neptuno", un contenedor de madera con la silueta en relieve de un hombre flotando, que sirve como taller de restauración de la estatua de bronce de la Fuente de Neptuno de Giambologna. En 1990 crea el Unicornio alado, hecho en madera recubierta de oro, que se muestra en la entrada de la sede de la RAI en Saxa Rubra, Roma. También ha supervisado la decoración de la Iglesia de Porto Rotondo, Olbia (1971); Santa María Madre del Redentor en Tor Bella Monaca, Roma (1987); y la Iglesia de San Carlos Borromeo, en el Centro Direzionale, Nápoles, (1990).
También ha llevado a cabo una intensa actividad como escenógrafo, colaborando con el Teatro Stabile de Turín (escenografía de Ricardo III de Shakespeare, 1968) y con la Scala de Milán (escenografía de Norma de Vincenzo Bellini).
En sus esculturas es frecuente las referencias a obras del pasado, como las de Leonardo da Vinci, al cual ha homenajeado con diseños que siguen el del Hombre de Vitruvio (Desequilibrio, 1967) y La Última Cena (madera pintada, 1981). En 1997 donó a su localidad de origen, Castel Frentano, una copia de la escultura en madera El Hombre de Vitruvio, colocándola en la Plaza de la Concepción.
En 2007 es llamado por el Palacio de Exposiciones de Roma para participar en su reapertura oficial, tras largos años de reformas, con una selección de sus obras más importantes.
En 2008 el ayuntamiento de la ciudad de Siena le confía la tarea de pintar la bandera para el Palio del 16 de agosto, dedicado a la Asunción de María y ganada por la región histórica de Contrada del Bruco, con el jinete Giuseppe Zedde "Gingillo" y el caballo Elisir Logudoro.

## Obras
- L'Ultima Cena
- La Cina
- Cassa Sistina
- La porta, il cenacolo
- Giorno, Notte
- Sì/No
- Maestrale
- Girasole
- Uomo Vitruviano
- Il labirinto

### Museos con su obra
- Galería Nacional de Arte Moderno de Roma
- Museo Santa Bárbara (MuSaBa), de Mammola